# Karl Williams
Karl Williams, född 5 november 1881 i Hamneda socken, död 18 maj 1947 i Angelstad, var en svensk författare och journalist. Pseudonym: Kalle i Dalen.
Williams, som var son till en lantbrukare, emigrerade till Förenta Staterna 1904 men återvände till Sverige fyra år senare.  Han medverkade som kåsör och journalist i olika tidningar och tidskrifter och startade, tillsammans med Sigge Strömberg, veckotidningen Allt för Alla. Han har skrivit berättelser om emigrantlivet samt bygdeberättelser och skrönor och texten till visan "Flickorna i Småland".